# Sinan
Ḳoca Mi‘mār Sinān Āġā var en stor arkitekt i det Osmanniske riges tid.
Han blev født omkring  1490 og  blev taget i sultanens tjeneste som lille dreng og døde i 1588, efter at have tjent fire sultaner som chefarkitekt. 
Sinan spildte ikke sin tid og blev den mest betydningsfulde arkitekt i Osmannerriget. Han nåede at lede opførelsen af 355 bygværker, herunder 81 moskeer, 62 koranskoler, 17 hoteller og et utal af blandt andet hospitaler og akvædukter.
Et af hans hovedværker er Süleymaniye-moskeen i Istanbul (Konstantinopel) fra 1557. Den har som forbillede den tusind år ældre Hagia Sophia, der oprindeligt var kirke, men som blev moské i 1453 efter tyrkernes erobring af Konstantinopel. Dermed har Sinan indirekte påvirket moskeerne med byzantinsk kirketradition. Hagia Sophia har været museum siden 1934.
- Wikimedia Commons har flere filer relateret til Sinan

 Der er for få eller ingen kildehenvisninger i denne artikel, hvilket er et problem. Du kan hjælpe ved at angive troværdige kilder til de påstande, som fremføres i artiklen.